# Listă de scriitori români
Aceasta este o listă de scriitori notabili de limbă română.

## Călători
- Nicolae Olahul (1493-1568)
- Nicolae Milescu (1636-1709)

## Cronicari moldoveni
- Miron Costin
- Grigore Ureche
- Ion Neculce

## Cronicari munteni
- Radu Greceanu
- Radu Popescu
- Constantin Cantacuzino
- Stoica Ludescu
- Zilot Românul

## Autori de literatură religioasă
- Varlaam Moțoc
- Simion Ștefan
- Mitropolitul Dosoftei
- Mircea Eliade
- Antim Ivireanul
- Dimitrie Țichindeal

## Școala Ardeleană
- Ion Budai-Deleanu (1760-1820)
- Samuil Micu
- Petru Maior
- Gheorghe Șincai
- George Barițiu
- Aureliu Antoninio Praedetis

## Poezie

### Precursorii
- Miron Costin (1633-1691)
- Mitropolitul Dosoftei (1624-1693)
- Antioh Dimitrievici Cantemir (1709–1744)
- Dimitrie Cantemir (1673-1723)
- Ion Budai-Deleanu (1760-1820)
- Zilot Românul (1787-1853)

### Sub semnul luiAnacreon
- Ienăchiță Văcărescu
- Anton Pann
- Alecu Văcărescu
- Nicolae Văcărescu
- Iancu Văcărescu
- Costache Conachi

### Poeți romantici.Romantismulpașoptist
- Vasile Alecsandri (1821-1890)
- Vasile Cârlova (1809-1831)
- Dimitrie Bolintineanu (1825-1872)
- Ion Heliade Rădulescu (1802-1872)
- Grigore Alexandrescu (1810-1885)
- Andrei Mureșanu (1816-1863)
- Dacia literară
- Iosif Vulcan
- Gheorghe Asachi
- Barbu Paris Mumuleanu
- Elisabeta de Neuwied
- Mite Kremnitz
- Elena Văcărescu

### Junimismul.Romantismuljunimist
- Junimea și Convorbiri literare
- Titu Maiorescu (1840-1917)
- Mihai Eminescu (1850-1889)
- Ion Creangă (1837-1889)
- Ioan Slavici (1848—1925)
- Gheorghe Panu (1848-1910)
- George Coșbuc (1866-1918)
- Veronica Micle (1850-1889)
- Samson Bodnărescu (1840-1902)
- Vasile Pogor (1833-1906)
- Matilda Cugler-Poni (1851-1931)

### Simbolismul
- Alexandru Macedonski (1854-1920)
- Ștefan Octavian Iosif (1875-1913)
- George Bacovia (1881–1957)
- Ion Minulescu (1881-1944)
- Ștefan Petică (1877-1904)
- Traian Demetrescu (1866-1896)
- Otilia Cazimir (1894-1967)
- Constantin Cantilli (1875–1949)
- Dimitrie Anghel (1872–1914)
- Alexandru T. Stamatiad (1885-1956)
- Nicolae Davidescu (1888-1954)
- Claudia Millian (1887-1961)
- Agatha Grigorescu Bacovia (1895-1981)

### SămănătorismulșiPoporanismul. Poeți ai ideii de națiune
- George Coșbuc (1866-1918)
- Octavian Goga (1881-1938)
- Alexei Mateevici (1888-1917)
- Panait Cerna (1881-1913)

### Poeți interbelici
- Tudor Arghezi (1880-1967)
- Ion Pillat
- Radu Gyr
- Nichifor Crainic
- Ion Barbu (1885-1961)
- Lucian Blaga (1895-1961)
- George Bacovia (1881-1955)

- Emil Botta (1904-1977)
- Dan Botta (1907-1958)
- Zaharia Stancu

### Gândirismul. Primul val tradiționalist
- Ștefan Baciu
- Ion Pillat (1891-1945)
- Vasile Voiculescu (1884-1963)
- Adrian Maniu
- Aron Cotruș
- Nichifor Crainic
- Radu Gyr
- Zorica Lațcu
- Traian Dorz
- Constantin Oprișan
- Simion Stolnicu

### Poeți ermetici
- Dan Botta (1907-1958)
- Barbu Brezianu (1909-2008)
- Emil Gulian
- Eugen Jebeleanu
- Vladimir Streinu

### Alți poeți ai modernismului interbelic
- Camil Baltazar (1902-1977)
- Mihai Beniuc
- Emil Botta( 1911-1977)
- Virgil Gheorghiu( 1903-1977)
- Magda Isanos
- Alexandru A. Philippide
- Horia Stamatu( 1912-1989)
- Aurel Zegreanu
- Ion C. Pena (1911 - 1944)

#### Avangarda
- Geo Bogza (1908-1993)
- Eugen Ionescu (1909-1994)
- Virgil Teodorescu (1909-1987)
- Tristan Tzara (1896-1963)
- Ion Vinea (1895-1964)
- Barbu Fundoianu (1898-1944)
- Ilarie Voronca (1903-1946)
- Max Blecher (1909-1938)
- Constantin Nisipeanu (1907-1999)
- Gherasim Luca (1913-1994)
- Gellu Naum

#### Generația pierdută
- Ion Caraion (1923-1986)
- Ben. Corlaciu (1924-1981)
- Geo Dumitrescu (1920-2004)
- Alexandru Lungu (1924-2008)
- Dimitrie Stelaru (1917-1971)
- Constant Tonegaru (1919-1952)
- Miron Radu Paraschivescu (1911-1971)

#### Poeții dinCercul literar de la Sibiu
- Dan Constantinescu
- Deliu Petroiu
- Ștefan Augustin Doinaș (1922 - 2002)
- Radu Stanca
- Ion Negoițescu
- Eta Boeriu

### Noul Tradiționalism
- Andrei Ciurunga
- Traian Dorz
- Marius Ianuș (născut în 1975)
- Virgil Maxim
- Constantin Oprișan

### Poeții basarabeni postbelici
- Grigore Vieru (1935-2009)
- Dumitru Matcovschi (1939-2013)
- Leonida Lari 1949-2012
- Liviu Damian (n. 1952)
- Victor Teleucă (1932-2002)
- Valeriu Matei (n. 1959)
- Arcadie Suceveanu
- Leo Butnaru (n. 1949)

### Poeții de la Steaua
- Petre Stoica (1931-2009)
- A. E. Baconsky (1925-1977)
- Victor Felea (1923-1993)
- Aurel Gurghianu (1924-1987)

### Poeți din generația '60
- Nicolae Labiș (1935-1956)
- Nichita Stănescu (1933-1983)
- Adrian Păunescu
- George Lesnea
- George Țărnea
- Cezar Ivănescu (1941-2008)
- Mircea Ivănescu (1931-2011)
- Ioan Alexandru (1941-2001)
- Ana Blandiana (născută în 1942)
- Cezar Baltag (1939-1997)
- Ioana Bantaș (1937-1987)
- Aurelia Batali
- Ilie Constantin (născut în 1939)
- Grigore Hagiu (1933-1985)
- Anghel Dumbrăveanu (1933-2013)
- Gheorghe Tomozei (1936-1997)
- Marin Sorescu (1936-1996)
- Ion Gheorghe (născut în 1935)
- Adi Cusin (1941-2008)
- Constanța Buzea (1941-2012)
- Ileana Mălăncioiu (născută în 1940)
- Gabriela Melinescu (născută în 1942)
- Romulus Vulpescu (1933-2012)
- Ioanid Romanescu
- Mircea Ciobanu
- Nicolae Ioana
- Gheorghe Pituț
- Slavco Almăjan
- George Alboiu
- Gheorghe Pituț
- Teodor Pîcă
- Tudor George
- Sorin Mărculescu
- Cristina Tacoi
- Vasile Vlad
- Constantin Abăluță (născut în 1938)
- George Almosnino (1936-1994)
- Gheorghe Grigurcu (născut în 1936)

### Onirismul
- Leonid Dimov (1926-1987)
- Daniel Turcea (1945-1979)
- Vintilă Ivănceanu (1940-2008)
- Virgil Mazilescu (1942-1984)
- Emil Brumaru
- Ștefan Baciu

### Alți poeți ai anilor '70
- Mircea Dinescu (născut în 1950)
- Mihai Ursachi
- Ion Anton (născut în 1950)
- Horia Bădescu (născut în 1943)
- Emil Brumaru (născut în 1939)
- Eugen Dorcescu (născut în 1942)
- Dinu Flămând
- Ioan Flora (1950-2005)
- Nora Iuga (născută în 1931)
- Marin Mincu
- Ion Mircea
- Adrian Popescu
- Elena Liliana Popescu
- Nicolae Rotaru
- Mircea Florin Șandru (născut în 1949)
- Grete Tartler
- George Țărnea
- Radu Ulmeanu (născut în 1946)
- Doina Uricariu (născută în 1950)
- Dan Verona (născut în 1947)
- Gorun Manolescu

### Poeți optzeciști
- Ion Stratan
- Ion Tudor Iovian
- Ion Mureșan
- Ioan Pintea
- Ion Monoran
- Mariana Marin
- Mircea Cărtărescu
- Traian T. Coșovei
- Matei Vișniec
- Florin Iaru
- Alexandru Mușina
- Nichita Danilov
- Romulus Bucur
- Liviu Ioan Stoiciu
- Ion Bogdan Lefter
- Elena Ștefoi
- Marta Petreu
- Magdalena Ghica sau Magda Cârneci
- Daniel Pișcu
- Liviu Antonesei
- Aurel Dumitrașcu
- Christian W. Schenk
- Marian Constandache
- Mariana Codruț
- Nicolae Sava
- Nicolae Băciuț
- Dora Pavel
- Valeriu Matei
- Augustin Pop
- Traian Pop
- Maria-Eugenia Olaru
- Călin Vlasie
- Cassian Maria Spiridon
- Ioan Vieru
- Dumitru Găleșanu
- Nicolae Panaite
- Lucreția Andronic (născut în 1929)
- Ioan Baba
- Octavian Zegreanu

### Poeți basarabeni contemporani
- Ștefan Baștovoi
- Eugen Cioclea
- Dumitru Crudu
- Vasile Gârneț
- Aura Christi
- Irina Nechit
- Valeriu Matei
- Emilian Galaicu-Păun
- Igor Ursenco
- Alexandru Vakulovski
- Radmila Popovici (n. 1972)

### Poeți dindiaspora
- Ana, contesa de Noailles
- Ștefan Baciu
- Mira Simian (1920-1978)
- Cristian Petru Bălan
- Peter Neagoe
- Andrei Codrescu
- Dorin Tudoran
- Mariana Zavati Gardner (născută în 1952)
- Herta Müller
- William Totok
- Johann Lippet

### Poeți din anii '90
- Cristian Popescu (1959-1995)
- Daniel Bănulescu
- Ioan Es. Pop
- Svetlana Cârstean
- Aura Christi
- Ruxandra Cesereanu
- Simona Popescu
- Marius Oprea
- Andrei Bodiu
- Caius Dobrescu
- Lucian Vasilescu
- Mihail Gălățanu
- Horia Gârbea
- T. O. Bobe
- Ovidiu Nimigean
- Rodica Draghincescu
- Saviana Stănescu
- Nicolae Țone sau Nicolae Tzone
- Iulian Boldea
- Orlando Balaș
- Iustinian Zegreanu
- Ancelin Roseti (născut în 1967)
- Vasile Baghiu (născut în 1965)
- Mihai Ignat
- Ioana Nicolaie
- Ana Maria Sandu
- Gelu Vlașin
- Igor Ursenco
- Geo Vasile

### Fracturismul
- Ștefan Baștovoi
- Rita Chirian
- Ionuț Chiva
- Dumitru Crudu
- Domnica Drumea
- Mugur Grosu
- Marius Ianuș
- Marius Ștefănescu
- Adrian Schiop
- Grigore Șoitu
- Mircea Țuglea
- George Vasilievici (1978-2010)
- Alexandru Vakulovski
- Elena Vlădăreanu

### Minimalismul
- Romulus Bucur
- Andrei Bodiu
- Dan Mircea Cipariu
- Dumitru Crudu
- Dan Sociu

### Poeți neafiliați vreunei generații
- Sorin Anca (născut în 1972)
- Ionuț Caragea (n. 1975)
- Dan Coman (născut în 1975)
- Mariana Bendou (nãscutã în 1962)
- Dumitru Buzatu (născut în 1959)
- Vasile Chira (născut în 1962)
- Gabriel Iordan-Dorobanțu
- Mircea Drăgănescu (născut în 1950)
- Costel Stancu (născut în 1970)
- George Grigore (născut în 1958)
- Adrian Suciu (născut în 1970)
- Nicolae Rotaru
- Adrian Munteanu (născut în 1948)
- Grid Modorcea (născut în 1944)

## Proză

### Precursori
- Dimitrie Cantemir (1673-1723)
- Gheorghe Asachi (1788-1869)

### Proza romantică
- Constantin Negruzzi (1808-1868)
- Ion Ghica (1817-1897)
- Nicolae Filimon (1819-1895)
- Alexandru Odobescu (1834-1895)
- Bogdan Petriceicu Hasdeu (1838-1907)
- Iosif Vulcan (1841-1907)
- Barbu Ștefănescu-Delavrancea (1858-1918)

### Marii clasici
- Mihai Eminescu (1850-1889)
- Ion Creangă (1839-1889)
- Ioan Slavici (1848-1925)
- Ion Luca Caragiale (1852-1912)

### Tradiționalismul
- Ion Agârbiceanu (1882-1963)
- Gheorghe Brăescu (1871-1949)
- Ioan Alexandru Brătescu-Voinești (1868-1946)
- I.A.Bassarabescu (1870-1952)
- Gala Galaction (1879-1961)
- Theodor Rășcanu (1888-1952)
- Constantin Stere (1865-1936)

### Literatura feminină interbelică
- Hortensia Papadat-Bengescu (1876-1955)
- Regina Maria
- Elena Văcărescu
- Henriette Yvonne Stahl
- Martha Bibescu
- Jeni Acterian
- Alice Voinescu
- Ticu Arhip
- Ioana Postelnicu
- Lucia Demetrius
- Adela Xenopol
- Cella Serghi
- Alice Botez

### Romane de analiză
- Liviu Rebreanu (1885 – 1944)
- Gib Mihăescu (1894 - 1935)
- Camil Petrescu (1894 - 1957)
- Constantin Fântâneru (1907 - 1975)
- Anton Holban (1902 - 1937)
- Garabet Ibrăileanu (1871 - 1936)
- H. Bonciu (1893 - 1950)
- Victor Papilian (1888 - 1956)
- Mihail Sebastian (1907 - 1945)
- Max Blecher (1909 - 1938)
- Ion Biberi (1904 - 1990)

### Proza exotică
- Panait Istrati (1884-1935)
- Mircea Eliade  (1907-1986)

### Memorii de călătorie
- Ioan Codru Drăgușanu
- Mihai Tican Rumano (1893-1967)

### Realismul
- Liviu Rebreanu (1885 - 1944)
- Carol Ardeleanu (1883 - 1949)
- Ury Benador (1895 - 1971)
- George Călinescu (1899 - 1965)
- Eugen Lovinescu (1881 - 1943)
- Cezar Petrescu (1892 - 1961)
- Mihail Sadoveanu (1889 - 1961)
- Ion Marin Sadoveanu (1883 - 1964)
- Ion Vinea (1895 - 1964)

### Romanul poetic
- Alexandru Macedonski (1854-1920)
- Tudor Arghezi (1880 - 1967)
- Mateiu Caragiale (1885 - 1936)
- Ionel Teodoreanu (1897 - 1954)
- Alexandru O. Teodoreanu-Păstorel (1894 - 1964)

### Romanul ghetoului
- Ion Călugăru
- Ury Benador

### Romane și scrieri istorice
- Mihail Sadoveanu (1889 - 1961)
- Liviu Rebreanu (1885 - 1944)

### Romane pentru copii și tineret
- Costache Anton (n. 1930)
- Jean Bart (1877 - 1933)
- Constantin Chiriță (1925 - 1991)
- Mihail Drumeș (1901 - 1982)
- Mircea Gesticone (1902 - 1961)
- Ionel Teodoreanu (1897 - 1954)
- Radu Tudoran (1917 - 1992)
- Sînziana Popescu (născută în 1972)
- George Șovu (n. 1935)
- Mircea Sântimbreanu (1926 - 1999)

### Romane polițiste
- Liviu Rebreanu
- Victor Ion Popa
- Rodica Ojog Brașoveanu
- Haralamb Zincă
- George Arion
- Petre Sălcudeanu
- Bogdan Hrib
- Michael Haulică
- Dănuț Ungureanu

### Proza fantastică și S.F.
- Vasile Voiculescu (1884-1963)
- Ion Hobana
- Felix Aderca
- George Anania
- Romulus Bărbulescu
- Rodica Bretin (născută în 1958)
- Voicu Bugariu
- Ovidiu Bufnilă
- Aurel Cărășel
- Ionuț Caragea
- Mircea Cărtărescu
- George Ceaușu
- Vladimir Colin (1921-1991)
- Marian Coman
- Sebastian A. Corn
- Oliviu Crâznic
- Dan Doboș
- Mircea Eliade
- Sergiu Fărcășan
- Bogdan Ficeac
- Radu Pavel Gheo
- Mihail Grămescu
- Györfi-Deák György
- Michael Haulică
- Ion Hobana (născut în 1931}
- Dan Merișca
- Ana Veronica Mircea
- Alexandru Mironov
- Grid Modorcea
- Gellu Naum
- Leonida Neamtu
- Rodica Ojog-Brașoveanu
- Mircea Opriță
- Ovidiu Pecican
- Florin Pîtea
- Cristian Tudor Popescu
- Liviu Radu
- Cornel Robu
- Adrian Rogoz
- Doina Ruști
- Gheorghe Săsărman
- Sergiu Someșan
- Bogdan Suceavă
- Liviu Surugiu
- Marian Truță
- Alexandru Ungureanu
- Dănuț Ungureanu

### Proza existențialistă
- Mircea Eliade (1907-1986)
- Mihail Sebastian (1907-1945)

### Reportaje literare
- Geo Bogza (1908-1993)
- F. Brunea Fox
- Ioan Grigorescu
- Paul Lampert (născut în 1930)
- Camil Petrescu

### Interviuri literare
- Felix Aderca
- Ion Biberi
- Mihail Vakulovski
- Vasile Netea
- Dora Pavel
- Robert Șerban
- Marius Chivu
- Igor Ursenco

### Proza postbelică
- Zaharia Stancu (1902 - 1974)
- Marin Preda (1922 - 1980)
- Titus Popovici (1930 - 1994)
- Eugen Barbu (1924 - 1993)

### Prozatori ai Școlii de la Târgoviște
- Radu Petrescu (1927 - 1982)
- Mircea Horia Simionescu (1928 - 2011)
- Costache Olăreanu (1929 - 2001)
- Tudor Țopa

### Prozatori șaizeciști
- Nicolae Velea (născut în 1936)
- Sorin Titel (1935 - 1985)
- A.E.Baconski sau A.E.Baconsky (născut în 1925)
- Dinu Săraru  (născut în 1932)
- Constantin Țoiu (născut în 1923)
- Iordan Chimet (1924 - 2006)
- Radu Cosașu (născut în 1930)
- Daniel Drăgan (născut în 1935)
- Ștefan Bănulescu (1929 - 1998)
- Fănuș Neagu (1932-2011)
- Octavian Paler (1926 - 2007)
- Paul Anghel (născut in 1933)
- Petre Anghel (născut în 1944)
- Alexandru Ivasiuc (1933 - 1977)
- Mircea Ciobanu (1940 - 1996)
- Mircea Cojocaru (1938 - 1995)
- Mihai Rădulescu (născut în 1936)
- Nicolae Breban (născut în 1934)
- Ioan Mihai Cochinescu (născut în 1951)
- George Bălăiță (născut în 1935)
- Dumitru Radu Popescu (născut în 1935)
- Augustin Buzura (născut în 1938)
- Livius Ciocârlie (născut în 1935)
- Dana Dumitriu  (1943 - 1987)
- Dora Pavel (născută în 1946)
- Ioan Dan (1922 - 2003)
- Mihai Nicolae (1932 - 2001}
- Stelian Tăbăraș (născut în 1939)
- Dorin Baciu
- Ion Lazu
- Eugen Mihăescu (n. 1952)
- Dan Perșa (născut în 1960)
- Nicolae Romulus Dărămuș (născut în 1954)
- Dușan Baiski (născut în 1955)
- Paul Miclău (născut în 1931)
- Nora Iuga (născută în 1931)
- Ion Iovan
- Daniela Zeca
- Aura Christi
- Igor Ursenco (născut în 1971)
- Bujor Nedelcovici
- Mirela Roznoveanu  (născută în 1947)
- Silviu Angelescu
- Gheorghe Ene
- Gabriela Adameșteanu (născută în 1942)
- Dumitru Țepeneag
- Vintilă Ivănceanu
- Puși Dinulescu

### Proza scriitorilor din diaspora
- Constantin Virgil Gheorghiu (1916 - 1992)
- Paul Goma (1935 - 2020 )
- Dumitru Țepeneag (născut în 1937)
- George Astaloș (născut în 1933)
- Vintilă Horia (1915 - 1992)
- Norman Manea (născut în 1936)
- Grid Modorcea (născut în1944)
- Ion Druță (născut în 1928)
- Cornel Dimovici (născut în 1942)
- Mihail Fărcășanu
- Radu Negrescu-Suțu (născut în 1950)
- Petru Popescu (născut în 1946)
- Petru Dumitriu (1924-2002)
- Matei Călinescu (1934-2009}
- Ion Vianu ( născut în 1934)
- Andrei Codrescu (născut în 1946)
- Bogdan Suceavă (născut în 1969)
- Mirela Roznoveanu  (născută în 1947)
- Virgil Ierunca ( născut în 1920)
- Cristian Petru Bălan (născut în 1936)
- Ioan Dan (1922 - 2003)
- Leonard Oprea ( născut în 1953 )
- Maria Mailat
- Virgil Duda, născut în 1939

### Proza generației optzeciste
- Mircea Nedelciu (1950-1999)
- Ștefan Agopian
- Mircea Cărtărescu (născut în 1956)
- Cristian Teodorescu
- Alexandru Vlad
- Gheorghe Crăciun (1950 - 2007)
- Daniel Vighi
- Ovidiu Pecican (născut în 1959)
- Dușan Baiski născut în 1955
- Ioan Mihai Cochinescu
- Răzvan Petrescu
- Sorin Preda
- Ioan Lăcustă
- Nicolae Iliescu
- George Cușnarencu
- Mircea Daneliuc
- Ioan Groșan
- Doina Ruști (născut în 1957)
- Bedros Horasangian (născut în 1947)
- Stelian Tănase
- Adriana Bittel
- Vasile Andru
- Florin Șlapac
- Nicolae Stan
- Corin Braga
- Ruxandra Cesereanu
- Eugen Mihăescu (n. 1952)
- Șerban Tomșa (născut în 1956)
- Ioan Al. Barbu
- Nicolae Rotaru

### Scriitori interziși și scriitori ai temnițelor comuniste
- Pr. Arsenie Boca
- Ioan Ianolide
- Virgil Maxim
- Nicolae Steinhardt
- Ion Ioanid
- Aurel Vișovan
- Ion Desideriu Sârbu (1919-1989)
- Oana Orlea
- Lena Constante
- Bellu Zilber
- Theodor Rășcanu (1888-1952)
- Jeni Acterian
- Aurel Zegreanu
- Ion C Pena 1911-1944

### Proza anilor '90
- Daniel Bănulescu
- Adrian Oțoiu
- Perșa Dan
- Ioana Drăgan
- Caius Dobrescu
- Ovidiu Verdeș
- Simona Popescu (născută în 1965)
- Ion Manolescu (născut în 1968)
- T. O. Bobe (născut în 1969)
- Radu Pavel Gheo (născut în 1969)
- Radu Jörgensen
- Răzvan Rădulescu (născut în 1967)
- Bogdan Suceavă (născut în 1969)
- Cecilia Ștefănescu
- Angelo Mitchievici
- Valentin Busuioc (născut în 1965)
- Vasile Baghiu (născut în 1965)
- Aura Christi
- Marian Coman
- Boris Druță
- Ioana Rostoș

### Proza Douămiistă
- Ionuț Chiva

### Ortodoxism
- Savatie Baștovoi
- Marius Ianuș

## Teatru

### Clasicii dramaturgiei românești
- Vasile Alecsandri (1819 - 1890)
- Ion Luca Caragiale (1852 - 1912)
- Barbu Ștefănescu Delavrancea (1858 - 1918)

### Dramaturgi interbelici
- Mihail Sorbul (1885 - 1966)
- Victor Eftimiu (1889 - 1972)
- Mihail Săulescu (1888 - 1916)
- G. Ciprian (1883-1968)
- Eugen Ionescu (1909 - 1994)
- Camil Petrescu (1894-1957)
- George Mihail Zamfirescu (1898-1938)
- Alexandru Kirițescu (1888 - 1961)
- Lucian Blaga (1895 - 1961)
- Victor Ion Popa (1895-1946)
- Tudor Mușatescu (1903 - 1980)
- Mihail Sebastian (1907 - 1945)

### Dramaturgi postbelici
- Horia Lovinescu (1917-1983)
- Octavian Sava (1928-2013)
- Teodor Mazilu (1930-1980)
- Alexandru Mirodan
- Aurel Baranga (1917-1982)
- Ion Băieșu (1933-1990)
- Paul Everac (1924-2011)
- Dumitru Radu Popescu
- Iosif Naghiu
- Gellu Naum
- Dumitru Solomon (1929-2002)
- Radu F. Alexandru
- Ion Desideriu Sârbu (1919-1989)
- George Astaloș
- Marin Sorescu (1936-1997)

### Dramaturgi postmoderni
- Petre Barbu
- Cristian Petru Bălan (n. 1936)
- Valentin Busuioc (n. 1965)
- Paul Cornel Chitic (1944 - 2007)
- Dumitru Crudu
- Nicoleta Esinencu
- Horia Gârbea(n. 1962)
- Mihai Ignat
- Olga Delia Mateescu (n. 1949)
- Grid Modorcea (n. 1944)
- Alina Nelega
- Viorel Savin (n. 1941)
- Saviana Stănescu
- Matei Vișniec (n. 1956)
- Vlad Zografi (n. 1960)

## Eseistică

### Eseuri literare
- Nicolae Balotă (născut în 1925)
- Ștefan Borbély
- Marian Constandache
- Sterie Diamandi (1897 - 1981)
- Mircea Eliade (1907-1986)
- Alexandru George
- Paul Goma (născut în 1935)
- Basarab Nicolescu
- Constantin Noica (1909 - 1987)
- Alexandru Paleologu (1919-2005)
- Marian Papahagi
- Ioana Pârvulescu
- Dan Petrescu
- Lucian Raicu

### Eseuri filosofice
- Mircea Vulcănescu
- Nicolae Steinhardt (1912 - 1989)
- Virgil Ierunca (născut în 1920)
- Constantin Noica (1909-1987)
- Mircea Eliade
- Vasile Conta
- Paul Zarifopol (1874 - 1934)
- Nicolae Iorga
- Mihail Ralea (1896 - 1964)
- Mircea Florian
- P.P. Negulescu
- Ion Petrovici
- Constantin Rădulescu-Motru
- Simion Mehedinți
- Emil Cioran (1911 - 1995)
- Petre Pandrea (Petre Marcu Balș)
- Adrian Marino (1921-2005)
- Mihai Șora
- Petre Țuțea (1902 - 1991)
- Andrei Pleșu (născut în 1948)
- Gabriel Liiceanu (născut în 1942)
- Ioan Petru Culianu (1950 - 1991)
- Horia-Roman Patapievici (născut în 1957)
- Andrei Oișteanu
- Adrian Papahagi
- Dan Pavel
- Mihail Neamțu
- Grid Modorcea

### Eseuri transculturale
- Igor Ursenco (născut în 1971)

### Eseuri politice
- Sorin Antohi
- Andrei Cornea
- Ruxandra Cesereanu (născută în 1968)
- Cătălin Avramescu
- Vitalie Ciobanu
- Dan Pavel (născut în 1958)

### Eseuri teologice
- Pr. Arsenie Boca
- Nicolae Steinhardt
- Theodor Baconski
- Cristian Bădiliță
- Mihail Neamțu

## Folcloriști, etnologi, antropologi
- Silviu Angelescu
- Sabina Ispas
- Simion Florea Marian (1847-1907)
- Andrei Oișteanu
- Mihai Pop

## Cronica vieții religioase contemporane
- Florian Bichir
- Dan Ciachir
- Gheorghiță Ciocioi
- Sorin Dumitrescu
- Grid Modorcea
- Nicolae Stroescu-Stînișoară

## Aforisme
- Vasile Alecsandri
- Grigore Alexandrescu
- Tudor Arghezi
- Nicolae Bălcescu
- Ana Blandiana
- Geo Bogza
- Augustin Buzura
- George Călinescu
- Ion Luca Caragiale
- Ștefan Cazimir
- Emil Cioran
- Miron Costin
- Dimitrie Cantemir
- Ionuț Caragea
- Șerban Cioculescu
- Paul Cornea
- George Coșbuc
- Nichifor Crainic
- Ion Creangă
- Barbu Ștefănescu Delavrancea
- Mircea Dinescu
- Victor Eftimiu
- Mircea Eliade
- Mihai Eminescu
- Paul Everac
- Gala Galaction
- Garabet Ibrăileanu
- Nicolae Iorga
- Panait Istrati
- Eugen Ionescu
- Paul Louis Lampert
- Gabriel Liiceanu
- Eugen Lovinescu
- Alexandru Macedonski
- Titu Maiorescu
- Mircea Malița
- Teodor Mazilu
- Grigore Moisil
- Veronica Micle
- Ion Minulescu
- Grid Modorcea
- Tudor Mușatescu
- Fănuș Neagu
- Costache Negruzzi
- Constantin Noica
- Tudor Octavian
- Octavian Paler
- Hortensia Papadat-Bengescu
- Camil Petrescu
- Alexandru Philippide
- Andrei Pleșu
- Marin Preda
- Ion Heliade Rădulescu
- Mihai Ralea
- Liviu Rebreanu
- Mihail Sadoveanu
- Mircea Sântimbreanu
- Zaharia Stancu
- Nichita Stănescu
- D.I.Suchianu
- Ionel Teodoreanu
- Păstorel Teodoreanu
- George Topârceanu
- Tudor Vianu
- Grigore Vieru
- Ileana Vulpescu
- Paul Zarifopol

## Critici de artă
- Nicolae Argintescu-Amza
- Ion Frunzetti
- Adrian Guță
- Dan Hăulică
- Andrei Pleșu (născut în 1948)
- Constantin Prut
- Victor Ieronim Stoichiță
- Pavel Șușară
- Grid Modorcea

### Eseuri de sociologia culturii
- Sorin Adam Matei

## Critică literară, istorie și teorie literară

### Istorici și critici literari
- Titu Maiorescu
- Constantin Dobrogeanu-Gherea (1855 - 1920)
- Eugen Lovinescu
- Garabet Ibrăileanu (1871 - 1936)
- Pompiliu Constantinescu (1901 - 1946)
- Ovidiu Papadima (1910 - 1997)
- Șerban Cioculescu (1902 - 1988)
- Vladimir Streinu (1902 - 1970)
- George Cristea Nicolescu (1911-1967)
- Dumitru Caracostea
- Edgar Papu
- G. Călinescu (1889 - 1965)
- Nicolae Cartojan (1833 - 1944)
- Ion Negoițescu
- Tatiana Nicolescu (1923- )
- Mircea Zaciu (1928 - 2000)
- Nicolae Manolescu (născut în 1939)
- Ovid S. Crohmălniceanu (1921 - 2000)
- Mircea Anghelescu (născut în 1941)
- Dumitru Micu
- Basil Munteanu
- Nicolae Iorga
- Gheorghe Adamescu
- Paul Cornea (născut în 1924)
- Niculae Gheran (născut în 1929)
- Dan Horia Mazilu (născut în 1945)
- Alexandru Piru
- Zigu Ornea (1930 - 2001)
- Ion Bălu (născut în 1933)
- Mircea Iorgulescu
- Valeriu Râpeanu
- Aurel Sasu
- Mircea Martin
- Romul Munteanu
- Dan C. Mihăilescu
- Radu G. Țeposu
- Ion Bogdan Lefter
- George Gană
- Cornel Ungureanu
- Marian Popa (născut în 1938)

### Caragialeologi
- Titu Maiorescu
- Paul Zarifopol
- Șerban Cioculescu (1902 - 1988)
- Ștefan Cazimir (născut în 1932)
- Mircea Iorgulescu (născut în 1943)
- Florin Manolescu (născut în 1943)
- Ioana Pârvulescu
- Ion Vartic
- Liviu Papadima (născut în 1957)
- Iulian Boldea (născut în 1963)

### Specialiști în avangarda literară
- Sașa Pană
- Ion Pop
- Marin Mincu
- Paul Cernat

### Eminescologi
- Titu Maiorescu (1840 - 1917)
- George Călinescu (1889 - 1965)
- Petru Creția (1927-1997)
- Zoe Dumitrescu-Bușulenga (1920-2006)
- Eugen Lovinescu (1881 - 1946)
- Perpessicius  (1891 - 1971)
- Ion Negoițescu
- Eugen Simion (născut în 1933)
- Gheorghe Bulgăr (1920 - 2002)
- George Munteanu (1924 - 2001)
- Edgar Papu
- Dumitru Popovici
- Dumitru Caracostea
- Alain Guillermou
- Ioana Em. Petrescu
- Dumitru Murărașu
- Rosa Del Conte
- Augustin Z.N. Pop
- Mihai Drăgan
- Mihai Cimpoi
- Eugen Todoran
- Dumitru Vatamaniuc
- Ioana Bot
- Dan C. Mihăilescu
- Elena Tacciu
- Alexandru Melian
- Călin Teutișan
- Caius Dobrescu
- Grid Modorcea

### Animatori de cenacluri literare
- Ion Anton (născut în 1950, Cenaclul Mihai Eminescu - Chișinău)
- Eugen Barbu
- Mircea Cărtărescu (născut în 1956)
- Ovid S. Crohmălniceanu (1921 - 2000)
- Marius Ianuș (născut în 1975)
- Eugen Lovinescu (1881 - 1946)
- Adrian Păunescu
- Nicolae Manolescu (născut în 1939)
- Mircea Martin (născut în 1941)
- Marin Mincu
- Eugen Simion (născut în 1933)
- Octavian Zegreanu

### Teoreticieni literari
- Paul Cornea
- Mihail Dragomirescu
- Tudor Vianu (1897 - 1964)
- Mircea Martin (născut în 1941)
- Marin Mincu (născut în 1944)
- Adriana Babeți (născută în 1949)
- Carmen Mușat Matei
- Mircea Muthu (născut în 1944)
- Cornel Mihai Ionescu
- Dan Grigorescu
- Ion Vlad

### Critici și teoreticieni ai postmodernismului
- Ovid S. Crohmălniceanu (1921 - 2000)
- Liviu Petrescu (născut în 1941)
- Ion Bogdan Lefter (născut în 1957)
- Gheorghe Perian
- Ion Manolescu
- Radu G. Țeposu (1954 - 1999)
- Mircea A. Diaconu (n. 1963)

### Critici din diaspora
- Cornel Regman
- Nicolae Balotă
- Mircea Iorgulescu
- Dumitru Țepeneag
- Monica Lovinescu
- Ion Negoițescu
- Sorin Alexandrescu (născut în 1937)
- Virgil Nemoianu (născut în 1948)
- Matei Călinescu (născut în 1934)
- Alejandro Ciorănescu (1911 - 1999)
- Thomas Pavel (născut în 1941)
- Mirela Roznoveanu  (născută 1947)
- M.N. Rusu (născut în 1938)
- George Băjenaru (născut în 1938)
- Lucian Raicu (născut in 1934)
- Marian Popa (născut în 1938)

### Eseiști din critica literară
- Pavel Chihaia (născut în 1922)
- Livius Ciocârlie (născut în 1935)
- Mircea Mihăieș (născut în 1954)
- Ștefan Borbely
- Alexandru Călinescu (născut în 1945)
- Dan C. Mihăilescu (născut în 1953)
- Vitalie Ciobanu

### Critici minimaliști
- Mihai Iovănel

### Alți critici români
- Eugen Negrici (născut în 1941)
- Ion Pop (născut în 1941)
- Ileana Berlogea
- Ion Vartic (născut în 1944)
- Valeriu Cristea
- Liviu Petrescu (născut în 1941)
- Mircea Muthu (născut în 1944)
- Valentin Tașcu (1944-2008)
- Irina Petraș (născută în 1947)
- Petru Poantă (1947-2013)
- Laura Poantă (născută în 1971)
- Laurențiu Ulici  (1943-2000)
- Mirela Roznoveanu  (născută în 1947)
- Cornel Moraru
- Marian Papahagi
- Alexandru Cistelecan (născut în 1951)
- Virgil Podoabă (născut în 1951)
- Hristu Cândroveanu (născut în 1928)
- Dan Culcer (născut în 1941)
- Ștefan Borbély (născut în 1953)
- Mircea A. Diaconu (născut în 1963)
- Sanda Cordoș (născută în 1966)
- Corin Braga (născut în 1961)
- Laura Pavel (născută în 1968)
- Iulian Boldea
- Liviu Malița
- Dan Silviu Boerescu
- Dan Alexandru Condeescu
- Călin Teutișan (născut în 1969)
- Paul Cernat
- Daniel Cristea-Enache
- Marius Chivu

## Autori de jurnale literare
- Titu Maiorescu
- Gala Galaction
- Mihail Sebastian
- Petru Comarnescu
- Camil Petrescu
- Jeni Acterian
- Alice Voinescu
- Alice Botez
- Liviu Rebreanu
- Cella Delavrancea
- Ion Desideriu Sârbu
- Nicolae Steinhardt
- Petre Pandrea
- Mircea Eliade
- Eugen Ionescu
- Arșavir Acterian
- Haig Acterian
- Radu Petrescu
- Mircea Horia Simionescu
- Paul Goma
- Tudor Țopa
- Mircea Zaciu
- Mircea Cărtărescu
- Gheorghe Ursu
- Traian Chelariu
- Pericle Martinescu

## Autori de memorii politice
- Carol I
- Regina Maria
- Constantin Argetoianu
- Constantin Sănătescu
- Martha Bibescu
- Ion Gh. Duca
- Petre Pandrea
- Ion Gavrilă Ogoranu
- Petre Pandrea
- Ion Diaconescu
- Radu Vasile
- Emil Constantinescu
- Mircea Ionnițiu
- Mircea Ciobanu
- Stelian Tănase

## Autori de memorii literare
- Eugen Lovinescu
- Nicolae Iorga
- Iacob Negruzzi
- Gheorghe Panu
- Niculae Gheran

## Autori de autobiografii literare
- Eugen Lovinescu
- Monica Lovinescu
- Mircea Eliade
- Nicolae Iorga

## Traducători de literatură

### Traducători în limba română

#### Traducători din limba arabă
- Grigore, George
- Tartler, Grete

#### Traducători din limba bulgară
- Tașcu, Valentin

#### Traducători din limba chineză
- Lupeanu, Constantin
- Hogea-Velișcu, Ileana

#### Traducători din limba ebraică
- Alexandru, Ioan

#### Traducători din limba engleză
- Abăluță, Constantin
- Bantaș, Andrei
- Călinescu, Matei
- Drumea, Domnica
- Duțescu, Dan
- Felea, Cristina
- Filotti, Eugen (1896-1975)
- Frunzetti, Ion
- Grigorescu, Dan
- Ivănescu, Mircea
- Levițchi, Leon
- Nemoianu, Virgil
- Pavel, Laura
- Popa, Victor Ion
- Popescu, Corneliu M.
- Popescu, Elena Liliana
- Protopopescu, Dragoș
- Ralian, Antoaneta
- Volceanov, George
- Tomozei, Gheorghe
- Igor Ursenco (născut în 1971)

#### Traducători din limba franceză
- Botez, Demostene
- Caraion, Ion
- Cârneci, Magda
- Dimov, Leonid
- Foarță, Șerban
- Ghițescu, Micaela
- Ghiu, Bogdan
- Ierunca, Virgil
- Lampert, Paul
- Lovinescu, Monica
- Mavrodin, Irina
- Miclău, Paul
- Mihăilescu, Dan C.
- Morariu, Modest
- Naum, Gellu
- Pană, Sașa
- Pârvulescu, Ioana
- Popescu, Elena Liliana
- Râșcanu, Theodor
- Romanescu, Paula
- Ruba, Radu Sergiu
- Sava, Ioana
- Stahl, Henriette Yvonne
- Țepeneag, Dumitru
- Vulpescu, Romulus

#### Traducători din limba germană
- Blaga, Lucian
- Boeriu, Eta
- Caragiale, I.L.
- Celan, Paul
- Doinaș, Ștefan Augustin
- Eminescu, Mihai
- Filotti, Eugen (1896-1975)
- Iuga, Nora
- Ivănescu, Mircea
- Kremnitz, Mite
- Liiceanu, Gabriel
- Maniu, Adrian
- Naum, Gellu
- Neuwied, Elisabeta de
- Philippide, Alexandru
- Schenk, Christian W.
- Winterhalder, Eric
- Rostoș, Ioana

#### Traducători din limba greacă
- Liiceanu, Gabriel
- Slușanschi, Dan

#### Traducători din limba japoneză
- Șipoș, George
- Timuș, Ioan

#### Traducători din limba italiană
- Alexandru Balaci
- Eta Boeriu
- George Coșbuc
- Nina Façon
- Marin Mincu
- Marian Papahagi
- Geo Vasile

#### Traducători din limba latină
- Gheorghe Guțu
- Dan Slușanschi

#### Traducători din limba slavonă
- Igor Ursenco (născut în 1971)

#### Traducători din limba maghiară
- Eugen Jebeleanu
- Anamaria Pop
- George Volceanov

#### Traducători din limba persană
- Otto Starck
- Viorel Bageacu
- Ghiorghi Iorga

#### Traducători din limba polonă
- Rodica Ciocan-Ivănescu

#### Traducători din limba portugheză
- Micaela Ghițescu
- Mihai Zamfir

#### Traducători din limba rusă
- Ion Anton
- A.E.Baconski
- Leo Butnaru
- Victor Ion Popa
- Emil Iordache
- Tatiana Nicolescu
- Radu Tudoran
- Igor Ursenco (născut în 1971)

#### Traducători din limba sanscrită
- Sergiu Al-George
- Constantin Georgian

#### Traducători din limba sârbo-croată
- Dușan Baiski (născut în 1955)

#### Traducători din limba spaniolă
- Mihai Cantuniari
- Sorin Mărculescu
- Darie Novăceanu
- Francisc Păcurariu
- Elena Liliana Popescu
- Luminița Voina Răuț
- Igor Ursenco (născut în 1971)

#### Traducători din limba suedeză
- Nora Iuga
- Gabriela Melinescu

#### Traducători din limba turcă
- Viorica Dinescu
- Luminița Munteanu

#### Traducători din limba ucraineană
- Ștefan Tcaciuc

#### Traducători din mai multe limbi
- George Coșbuc
- A. E. Baconsky
- Mihnea Gheorghiu
- Jean Grosu
- Nicolae Iliescu
- Sașa Pană
- Ion Pillat
- Veronica Porumbacu
- Aurel Rău
- Margareta Sterian
- Petre Stoica
- Cristina Felea
- Dan Constantinescu
- Igor Ursenco (născut în 1971)